# Iceland International 2017
Die Iceland International 2017 im Badminton fanden vom 26. bis zum 29. Januar 2017 in der TBR-Halle in Reykjavík statt.

## Sieger und Platzierte
| Disziplin    | Gold                           | Silber                       | Bronze                               |
| ------------ | ------------------------------ | ---------------------------- | ------------------------------------ |
| Herreneinzel | Subhankar Dey                  | Kalle Koljonen               | Kim Bruun                            |
| Herreneinzel | Subhankar Dey                  | Kalle Koljonen               | Sam Parsons                          |
| Dameneinzel  | Yang Li Lian                   | Lydia Cheah Li Ya            | Nicola Cerfontyne                    |
| Dameneinzel  | Yang Li Lian                   | Lydia Cheah Li Ya            | Margrét Jóhannsdóttir                |
| Herrendoppel | Pawel Pradzinski Jan Rudzinski | Zach Russ Steven Stallwood   | Max Flynn David Jones                |
| Herrendoppel | Pawel Pradzinski Jan Rudzinski | Zach Russ Steven Stallwood   | Fredrik Kristensen Jesper Kristensen |
| Damendoppel  | Lydia Cheah Li Ya Yang Li Lian | Grace King Hope Warner       | Sian Kelly Annie Lado                |
| Damendoppel  | Lydia Cheah Li Ya Yang Li Lian | Grace King Hope Warner       | Fee Teng Liew Lizzie Tolman          |
| Mixed        | Callum Hemming Fee Teng Liew   | Steven Stallwood Hope Warner | Jeppe Ludvigsen Astrid Molander      |
| Mixed        | Callum Hemming Fee Teng Liew   | Steven Stallwood Hope Warner | Ethan van Leeuwen Sian Kelly         |

## Ergebnisse

### Herreneinzel Qualifikation
- Kristófer Darri Finnsson –  Robert Thor Henn: 21-9 / 11-21 / 21-16
- Steven Stallwood –  Robert Ingi Huldarsson: 21-17 / 21-15
- Viknesh Rajendran –  Daniel Isak Steinarsson: 21-6 / 21-18
- Ethan van Leeuwen –  Eidur Isak Broddason: 21-19 / 22-20
- Benjamin Li –  Daniel Johannesson: 21-10 / 22-20
- Phone Pyae Naing –  Sigurdur Edvard Olafsson: 21-15 / 21-17
- Zach Russ –  Bjarki Stefansson: 21-9 / 21-14
- Jonas Baldursson –  Taatsi Pedersen: 21-6 / 21-16
- Heiko Zoober –  Eysteinn Hognason: 21-8 / 21-9
- Einar Sverrisson –  Brynjar Mar Ellertsson: 18-21 / 21-18 / 21-14
- Kristófer Darri Finnsson –  Steven Stallwood: 21-14 / 21-17
- Atli Tomasson –  Thordur Skulason: 21-13 / 21-12
- Viknesh Rajendran –  Bjarni Thor Sverrisson: 21-9 / 21-16
- Ethan van Leeuwen –  Benjamin Li: 21-18 / 21-12
- Zach Russ –  Phone Pyae Naing: 18-21 / 21-16 / 21-17
- Heiko Zoober –  Jonas Baldursson: 21-14 / 21-12
- Haukur Gylfi Gislason –  Elvar Mar Sturlaugsson: 20-22 / 21-17 / 22-20

### Herreneinzel
- Kim Bruun –  Ethan van Leeuwen: 21-10 / 21-15
- Duarte Nuno Anjo –  Viknesh Rajendran: 14-21 / 21-17 / 21-14
- Peter Roenn Stensaeth –  Heiko Zoober: 21-15 / 18-21 / 21-14
- Zach Russ –  Pawel Pradzinski: 22-20 / 21-18
- Subhankar Dey –  Johnnie Torjussen: 21-15 / 21-15
- David Peng –  Haukur Gylfi Gislason: 21-4 / 21-6
- Adam Mendrek –  Ross Green: 21-10 / 24-22
- Mikkel Enghøj –  Einar Sverrisson: 21-8 / 21-9
- Bernardo Atilano –  Mihkel Laanes: 21-13 / 21-19
- Vilson Vattanirappel –  Prakash Vijayanath: 21-17 / 17-21 / 21-15
- David Jones –  George Priestman: 21-18 / 21-19
- Sam Parsons –  Davíð Bjarni Björnsson: 21-9 / 21-17
- Simon Wang –  Michael Spencer-Smith: 21-11 / 21-10
- Luis Ramón Garrido –  Kristófer Darri Finnsson: 18-21 / 21-8 / 21-17
- Robert Mann –  Atli Tomasson: 21-16 / 21-13
- Kalle Koljonen –  Alex Lane: 21-17 / 21-19
- Kim Bruun –  Duarte Nuno Anjo: 21-8 / 21-23 / 21-15
- Zach Russ –  Peter Roenn Stensaeth: 21-6 / 21-12
- Subhankar Dey –  David Peng: 21-18 / 21-12
- Mikkel Enghøj –  Adam Mendrek: 20-22 / 21-11 / 21-11
- Bernardo Atilano –  Vilson Vattanirappel: 21-5 / 17-9 Ret.
- Sam Parsons –  David Jones: 23-25 / 21-13 / 21-17
- Luis Ramón Garrido –  Simon Wang: 21-19 / 21-18
- Kalle Koljonen –  Robert Mann: 21-12 / 21-8
- Kim Bruun –  Zach Russ: 21-17 / 21-17
- Subhankar Dey –  Mikkel Enghøj: 21-14 / 21-16
- Sam Parsons –  Bernardo Atilano: 21-12 / 10-21 / 21-17
- Kalle Koljonen –  Luis Ramón Garrido: 22-20 / 21-23 / 21-15
- Subhankar Dey –  Kim Bruun: 14-21 / 21-16 / 21-17
- Kalle Koljonen –  Sam Parsons: 21-17 / 21-12
- Subhankar Dey –  Kalle Koljonen: 21-11 / 21-17

### Dameneinzel Qualifikation
- Chloe Le Tissier –  Ingibjorg Rosa Jonsdottir: 21-10 / 21-9
- Viola Lindberg –  Asmita Chaudhari: 21-14 / 21-14
- Astrid Molander –  Annie Lado: 21-15 / 16-21 / 21-11
- Sara Lindskov Jacobsen –  Halla Maria Gustafsdottir: 21-6 / 21-8
- Chloe Le Tissier –  Tanvi Dave: 21-7 / 21-14
- Jessica Li –  Katrin Vala Einarsdottir: 21-8 / 21-0
- Eyrun Bjorg Gudjonsdottir –  Una Hrund Orvar: 21-18 / 21-16
- Andrea Nilsdottir –  Ingibjorg Soley Einarsdottir: 21-12 / 21-11

### Dameneinzel
- Georgina Bland –  Ella Soderstrom: 21-18 / 21-18
- Vytautė Fomkinaitė –  Arna Karen Johannsdottir: 21-12 / 21-6
- Nicola Cerfontyne –  Harpa Hilmisdottir: 21-8 / 21-13
- Elisa Wiborg –  Sara Lindskov Jacobsen: 21-14 / 21-13
- Aimee Moran –  Ulfheidur Embla Asgeirsdottir: 21-10 / 21-10
- Grace King –  Viola Lindberg: 21-9 / 21-14
- Lydia Cheah Li Ya –  Sian Kelly: 21-12 / 21-14
- Abigail Holden –  Eyrun Bjorg Gudjonsdottir: 21-10 / 21-4
- Astrid Molander –  Vilde Espeseth: 14-21 / 21-15 / 22-20
- Yang Li Lian –  Wiktoria Rudzinska: 21-11 / 21-6
- Marlene Wåland –  Þórunn Eylands: 21-16 / 21-12
- Gerda Voitechovskaja –  Pihla Lindberg: 21-15 / 21-19
- Pamela Reyes –  Chloe Le Tissier: 21-10 / 21-7
- Miu Lin Ngan –  Jessica Li: 21-6 / 21-14
- Margrét Jóhannsdóttir –  Freya Redfearn: 21-11 / 21-7
- Sigríður Árnadóttir –  Andrea Nilsdottir: 21-18 / 21-11
- Georgina Bland –  Vytautė Fomkinaitė: 21-17 / 21-9
- Nicola Cerfontyne –  Elisa Wiborg: 21-10 / 21-10
- Grace King –  Aimee Moran: 21-17 / 14-21 / 21-15
- Lydia Cheah Li Ya –  Abigail Holden: 21-17 / 21-12
- Yang Li Lian –  Astrid Molander: 21-13 / 21-6
- Gerda Voitechovskaja –  Marlene Wåland: 21-14 / 21-12
- Pamela Reyes –  Miu Lin Ngan: 21-16 / 18-21 / 21-19
- Margrét Jóhannsdóttir –  Sigríður Árnadóttir: 21-8 / 21-13
- Nicola Cerfontyne –  Georgina Bland: 21-19 / 12-21 / 21-14
- Lydia Cheah Li Ya –  Grace King: 21-9 / 21-13
- Yang Li Lian –  Gerda Voitechovskaja: 21-14 / 21-11
- Margrét Jóhannsdóttir –  Pamela Reyes: 24-22 / 21-16
- Lydia Cheah Li Ya –  Nicola Cerfontyne: 21-17 / 21-9
- Yang Li Lian –  Margrét Jóhannsdóttir: 21-10 / 21-9
- Yang Li Lian –  Lydia Cheah Li Ya: 21-8 / 21-11

### Herrendoppel
- Zach Russ /  Steven Stallwood –  Brynjar Mar Ellertsson /  Thordur Skulason: 21-5 / 21-7
- Max Flynn /  David Jones –  Bjarki Stefansson /  Atli Tomasson: 21-11 / 21-6
- Davíð Bjarni Björnsson /  Kristófer Darri Finnsson –  Callum Hemming /  Johnnie Torjussen: 20-22 / 21-18 / 24-22
- Mihkel Laanes /  Heiko Zoober –  Daniel Isak Steinarsson /  Einar Sverrisson: 21-6 / 21-16
- Haukur Gylfi Gislason /  Elvar Mar Sturlaugsson –  Magnus Christensen /  Vegard Rikheim: w.o.
- Robert Golding /  Phone Pyae Naing –  Frederik Elsner /  Jens-Frederik Nielsen: w.o.
- Max Flynn /  David Jones –  Sturla Flaten Jorgensen /  Carl Christian Mork: 21-13 / 21-12
- Eidur Isak Broddason /  Daniel Johannesson –  Haukur Gylfi Gislason /  Elvar Mar Sturlaugsson: 21-7 / 21-8
- Davíð Bjarni Björnsson /  Kristófer Darri Finnsson –  Jonas Baldursson /  Robert Thor Henn: 21-15 / 21-19
- Pawel Pradzinski /  Jan Rudzinski –  Robert Golding /  Phone Pyae Naing: 21-15 / 21-17
- Mihkel Laanes /  Heiko Zoober –  Eysteinn Hognason /  Bjarni Thor Sverrisson: 21-12 / 21-12
- Fredrik Kristensen /  Jesper Kristensen –  Egill Gudlaugsson /  Robert Ingi Huldarsson: 21-12 / 23-25 / 21-11
- Tomas Bjorn Gudmundsson /  Sigurdur Edvard Olafsson –  Daniel Benz /  Andreas Heinz: w.o.
- Zach Russ /  Steven Stallwood –  Bror Madsen /  Taatsi Pedersen: w.o.
- Zach Russ /  Steven Stallwood –  Tomas Bjorn Gudmundsson /  Sigurdur Edvard Olafsson: 21-8 / 21-11
- Max Flynn /  David Jones –  Eidur Isak Broddason /  Daniel Johannesson: 21-14 / 21-13
- Pawel Pradzinski /  Jan Rudzinski –  Davíð Bjarni Björnsson /  Kristófer Darri Finnsson: 21-18 / 21-18
- Fredrik Kristensen /  Jesper Kristensen –  Mihkel Laanes /  Heiko Zoober: 17-21 / 21-17 / 21-16
- Zach Russ /  Steven Stallwood –  Max Flynn /  David Jones: 21-19 / 21-16
- Pawel Pradzinski /  Jan Rudzinski –  Fredrik Kristensen /  Jesper Kristensen: 21-16 / 21-18
- Pawel Pradzinski /  Jan Rudzinski –  Zach Russ /  Steven Stallwood: 24-22 / 10-21 / 21-16

### Damendoppel
- Lydia Cheah Li Ya /  Yang Li Lian –  María Arnadottir /  Andrea Nilsdottir: 21-9 / 21-6
- Abigail Holden /  Miu Lin Ngan –  Erla Björg Hafsteinsdóttir /  Snjólaug Jóhannsdóttir: 21-15 / 16-21 / 21-15
- Grace King /  Hope Warner –  Katrin Vala Einarsdottir /  Ingibjorg Rosa Jonsdottir: 21-8 / 21-7
- Sian Kelly /  Annie Lado –  Þórunn Eylands /  Sunna Osp Runolfsdottir: 21-12 / 21-12
- Drífa Harðardóttir /  Margrét Jóhannsdóttir –  Vytautė Fomkinaitė /  Gerda Voitechovskaja: 21-16 / 21-13
- Lydia Cheah Li Ya /  Yang Li Lian –  Halla Maria Gustafsdottir /  Una Hrund Orvar: 21-1 / 21-2
- Fee Teng Liew /  Lizzie Tolman –  Ulfheidur Embla Asgeirsdottir /  Eyrun Bjorg Gudjonsdottir: 21-3 / 21-4
- Abigail Holden /  Miu Lin Ngan –  Pihla Lindberg /  Viola Lindberg: 22-20 / 21-4
- Grace King /  Hope Warner –  Georgina Bland /  Ella Soderstrom: 21-12 / 21-16
- Molly Chapman /  Freya Redfearn –  Asmita Chaudhari /  Pamela Reyes: 21-19 / 22-20
- Sian Kelly /  Annie Lado –  Harpa Hilmisdottir /  Arna Karen Johannsdottir: 21-14 / 21-9
- Sigríður Árnadóttir /  Astrid Molander –  Solvår Flåten Jørgensen /  Natalie Syvertsen: 21-14 / 21-15
- Lydia Cheah Li Ya /  Yang Li Lian –  Drífa Harðardóttir /  Margrét Jóhannsdóttir: 21-15 / 21-9
- Fee Teng Liew /  Lizzie Tolman –  Abigail Holden /  Miu Lin Ngan: 21-19 / 21-17
- Grace King /  Hope Warner –  Molly Chapman /  Freya Redfearn: 20-22 / 21-18 / 21-19
- Sian Kelly /  Annie Lado –  Sigríður Árnadóttir /  Astrid Molander: 24-22 / 21-18
- Lydia Cheah Li Ya /  Yang Li Lian –  Fee Teng Liew /  Lizzie Tolman: 21-14 / 21-14
- Grace King /  Hope Warner –  Sian Kelly /  Annie Lado: 21-10 / 21-12
- Lydia Cheah Li Ya /  Yang Li Lian –  Grace King /  Hope Warner: 21-6 / 21-16

### Mixed
- Max Flynn /  Lizzie Tolman –  Egill Gudlaugsson /  Erla Björg Hafsteinsdóttir: 21-17 / 17-21 / 21-14
- Davíð Bjarni Björnsson /  Drífa Harðardóttir –  Atli Tomasson /  Eyrun Bjorg Gudjonsdottir: 21-10 / 21-8
- Steven Stallwood /  Hope Warner –  Eidur Isak Broddason /  Þórunn Eylands: 21-12 / 21-17
- Fredrik Kristensen /  Solvår Flåten Jørgensen –  Bjarni Thor Sverrisson /  Katrin Vala Einarsdottir: 21-15 / 21-9
- George Priestman /  Molly Chapman –  Jonas Baldursson /  Sunna Osp Runolfsdottir: 21-18 / 19-21 / 23-21
- Jeppe Ludvigsen /  Astrid Molander –  Sigurdur Edvard Olafsson /  Harpa Hilmisdottir: 21-9 / 21-9
- Robert Ingi Huldarsson /  Arna Karen Johannsdottir –  Benjamin Li /  Jessica Li: 22-20 / 17-21 / 21-12
- Stuart Hardy /  Chloe Le Tissier –  Thordur Skulason /  Una Hrund Orvar: 21-12 / 21-8
- Sturla Flaten Jorgensen /  Marlene Wåland –  Haukur Gylfi Gislason /  Ingibjorg Soley Einarsdottir: 21-8 / 21-9
- Ethan van Leeuwen /  Sian Kelly –  Robert Thor Henn /  Andrea Nilsdottir: 21-23 / 21-12 / 21-18
- Jan Rudzinski /  Wiktoria Rudzinska –  Elvar Mar Sturlaugsson /  Ulfheidur Embla Asgeirsdottir: 21-7 / 21-9
- Magnus Christensen /  Natalie Syvertsen –  Brynjar Mar Ellertsson /  Ingibjorg Rosa Jonsdottir: 21-5 / 21-3
- Calvin Jia Hong Ong /  Lydia Cheah Li Ya –  Einar Sverrisson /  Halla Maria Gustafsdottir: 21-9 / 21-9
- Kristófer Darri Finnsson /  Margrét Jóhannsdóttir –  Carl Christian Mork /  Elisa Wiborg: 21-15 / 21-10
- Callum Hemming /  Fee Teng Liew –  Daniel Johannesson /  Sigríður Árnadóttir: 21-16 / 21-14
- Steven Stallwood /  Hope Warner –  Davíð Bjarni Björnsson /  Drífa Harðardóttir: 21-12 / 21-16
- Fredrik Kristensen /  Solvår Flåten Jørgensen –  George Priestman /  Molly Chapman: 21-14 / 21-19
- Jeppe Ludvigsen /  Astrid Molander –  Robert Ingi Huldarsson /  Arna Karen Johannsdottir: 21-15 / 21-16
- Sturla Flaten Jorgensen /  Marlene Wåland –  Stuart Hardy /  Chloe Le Tissier: 21-12 / 21-17
- Ethan van Leeuwen /  Sian Kelly –  Jan Rudzinski /  Wiktoria Rudzinska: 21-11 / 21-5
- Calvin Jia Hong Ong /  Lydia Cheah Li Ya –  Magnus Christensen /  Natalie Syvertsen: 21-16 / 21-19
- Callum Hemming /  Fee Teng Liew –  Kristófer Darri Finnsson /  Margrét Jóhannsdóttir: 18-21 / 21-12 / 21-12
- Max Flynn /  Lizzie Tolman –  Bastian Kersaudy /  Léa Palermo: w.o.
- Steven Stallwood /  Hope Warner –  Max Flynn /  Lizzie Tolman: 14-21 / 23-21 / 22-20
- Jeppe Ludvigsen /  Astrid Molander –  Fredrik Kristensen /  Solvår Flåten Jørgensen: 21-17 / 17-21 / 22-20
- Ethan van Leeuwen /  Sian Kelly –  Sturla Flaten Jorgensen /  Marlene Wåland: 21-9 / 21-14
- Callum Hemming /  Fee Teng Liew –  Calvin Jia Hong Ong /  Lydia Cheah Li Ya: 21-18 / 13-21 / 21-17
- Steven Stallwood /  Hope Warner –  Jeppe Ludvigsen /  Astrid Molander: 21-11 / 21-18
- Callum Hemming /  Fee Teng Liew –  Ethan van Leeuwen /  Sian Kelly: 21-8 / 21-7
- Callum Hemming /  Fee Teng Liew –  Steven Stallwood /  Hope Warner: 19-21 / 21-16 / 21-11